# Vilém Konecchlumský z Konecchlumí
Vilém starší Konecchlumský z Konecchlumí (* 1551 – 21. června 1621 v Praze) byl rytíř z rodu Konecchlumských z Konecchlumí a jeden z 27 popravených českých pánů, za stavovského povstání zastával funkci stavovského komisaře.
Jako válečný komisař vedl výpravu zemské hotovosti z čáslavského a chrudimského kraje proti Vídni. Za českou stranu vyjednával o podpoře se slezskými stavy.
Zatčen byl krajským hejtmanem při pobytu mimo Prahu. Mimořádný tribunál jej odsoudil k popravě na Staroměstském náměstí spolu s dalšími představiteli stavovského povstání. Na popraviště vešel jako šestý z rytířského stavu a jako devátý v celkovém pořadí. Tělo i s hlavou předali jeho rodině, která jej se všemi náboženskými obřady pochovala.
V roce 1907 byla u Konecchlumí postavena mohyla na památku tohoto místního nejslavnějšího rodáka. V Praze 6 – Břevnově po něm byla pojmenována ulice.

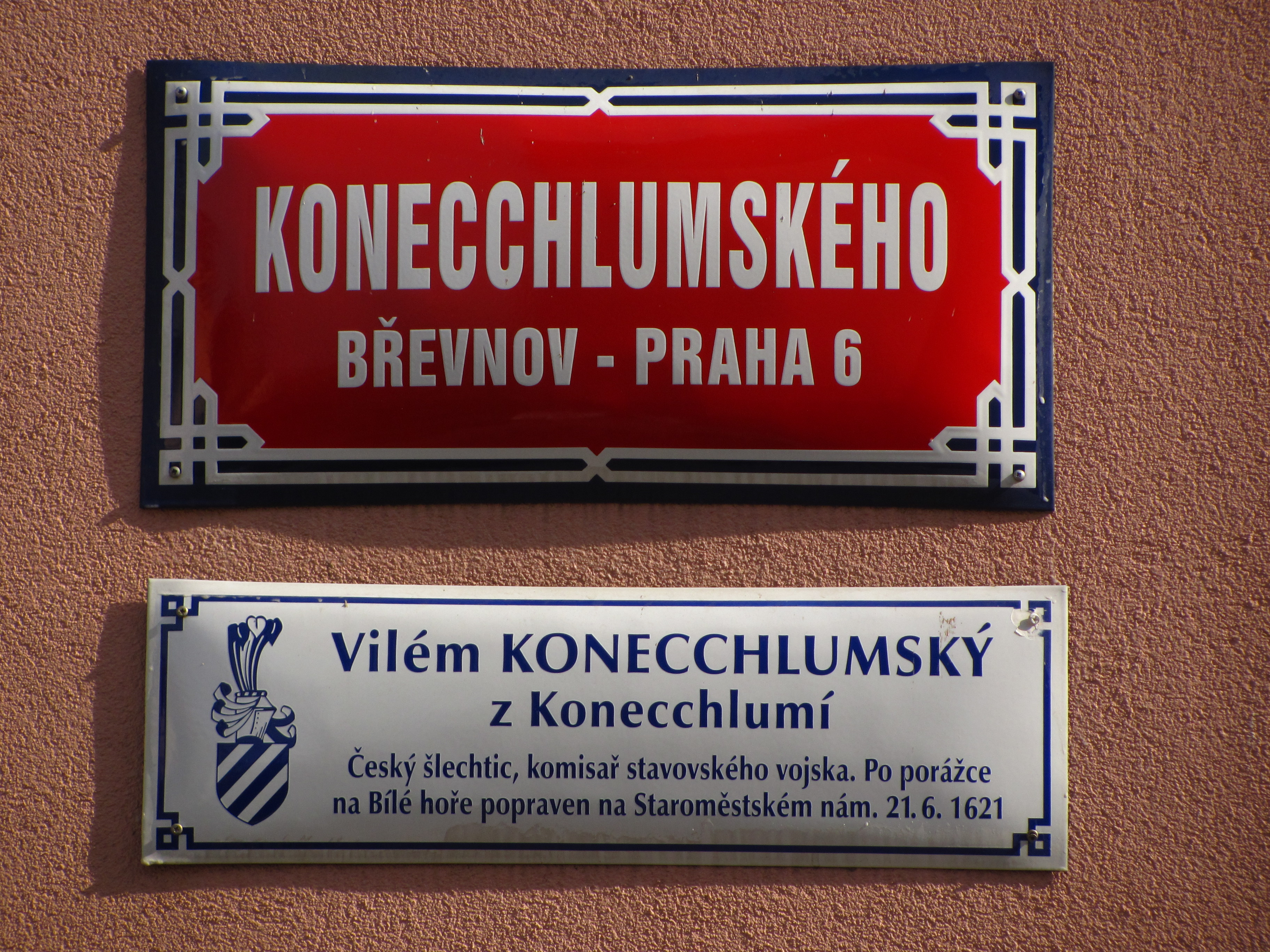
Konecchlumského ulice, Praha 6, Břevnov